# تام گالیکسون
 تام گالیکسون (انگلیسی: Tom Gullikson؛ زاده ۸ سپتامبر ۱۹۵۱ درگذشته ۳ مهٔ ۱۹۹۶) یک تنیس‌باز اهل ایالات متحده آمریکا بود.